# Lit à eau
Un lit à eau, lit d'eau ou matelas à eau est un lit ou un matelas rempli d'eau. Des lits à eau à usage médical sont signalés à plusieurs reprises au XIXe siècle. La version moderne, inventée à San Francisco en 1967 et brevetée en 1971, est devenue populaire aux États-Unis dans les années 1970 et 1980 — atteignant 20 % du marché —, en accord avec l'esprit hédoniste de cette période,.

## Construction

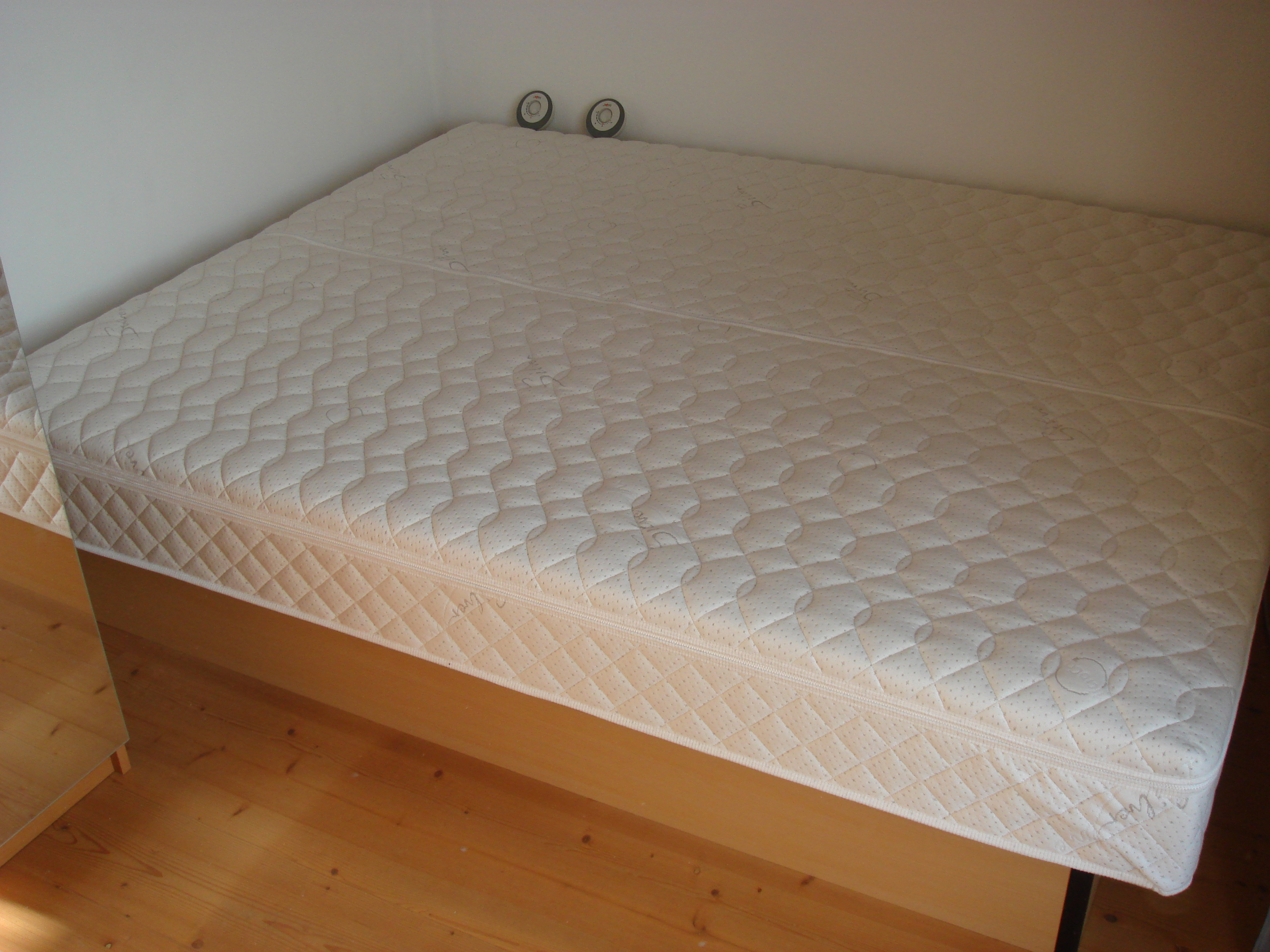
Extérieur du même lit à eau.

Les lits à eau sont principalement de deux types : hard-side (« cadres durs ») et soft-side (« cadres souples »).
Les lits à eau hard-side sont constitués d'un ou deux matelas remplis d'eau dans un cadre rectangulaire en bois posé sur un planche de contreplaqué placée sur une plate-forme.
Dans les lits à eau soft-side, le matelas ou les matelas se trouvent à l'intérieur d'un cadre en mousse recouvert d'une enveloppe de tissu, l'ensemble étant posé sur la plate-forme. Ces matelas ressemblent à des matelas « normaux » et sont conçus pour s'adapter aux lits existants.
Les premiers lits à eau et les modèles bon marché ont une seule chambre à eau : avec deux matelas on devra aussi investir dans deux plaques chauffantes avec thermostat. Les déplacements de l'eau à l'intérieur peuvent être sensibles et il leur faut un petit moment pour se stabiliser. Les modèles récents[Quand ?] possèdent des dispositifs anti-vagues, comme des matelas de fibres et/ou des chambres à eau interconnectées (beaucoup plus rares). Les modèles « sans vagues » possèdent des couches de fibres en grand nombre (5 à 8 selon les fabrications, voire plus). Certaines fabrications, notamment allemandes, proposent des matelas à eau stabilisée par des mousses poreuses seules ou associées à des nappes de fibres polyester. Ces nouveaux matelas offrent un appui moins fuyant et une sensation de soutien se rapprochant d'une literie classique.
Les lits à eau sont toujours climatisés. Leur température est contrôlée par un thermostat et peut être réglée selon les préférences personnelles ; elle est habituellement de 27–28 °C. Le chauffage consomme entre 25 et 400 watts[réf. nécessaire], selon l'isolation, la literie, la température extérieure, etc.
Les matelas à eau sont habituellement en polychlorure de vinyle (PVC) ou un matériau équivalent. Ils sont facilement réparables avec des bandes autocollantes pour vinyle, même pour les fuites au niveau des soudures ou du bouchon de remplissage.

## Histoire

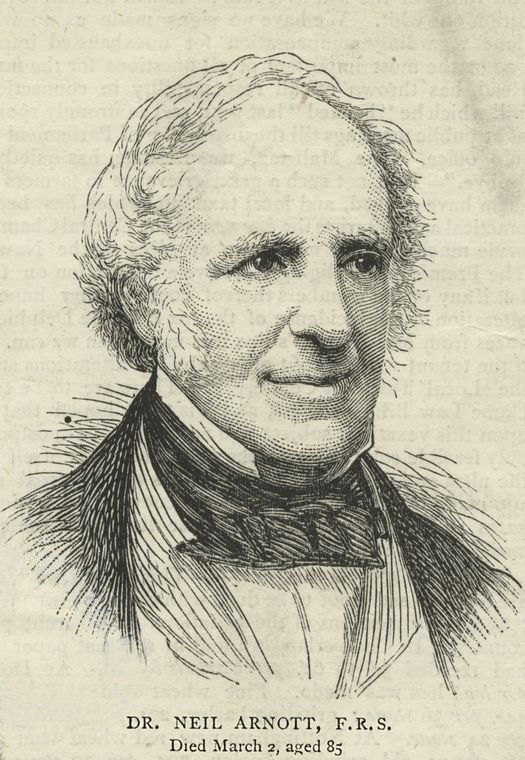
Neil Arnott.

Une forme de lit à eau a été inventée au début du XIXe siècle par le médecin écossais Neil Arnott (en) (1788-1874). Le Lit hydrostatique du Dr Arnott était conçu pour empêcher les escarres chez les invalides. Il comportait une couche d'eau dans une toile imprégnée de caoutchouc, sur laquelle était placée une literie légère. Arnott ne le breveta pas, permettant à chacun d'en construire selon ce modèle,.
L'usage d'un lit à eau pour soigner la mère de l'héroïne est mentionné dans le roman d'Elizabeth Gaskell North and South, paru en 1855.
En 1871, un lit à eau était utilisé pour les « invalides » à Elmira. Il est brièvement mentionné par Mark Twain dans son article A New Beecher Church, publié dans le New York Times le 23 juillet 1871. Twain écrit :

« Dans l'infirmerie sera gardé un ou deux lits à eau (pour les invalides dont les souffrances ne leur permettent pas de reposer sur une substance moins souple) et une demi-douzaine de chaises longues sur roues. Les lits à eau et chaises roulantes appartenant actuellement à l'église sont constamment demandés et toujours en service. »

### Robert A. Heinlein
L'écrivain de science-fiction Robert A. Heinlein a décrit des lits à eau thérapeutiques dans ses romans L'Enfant de la science (1942), Double Étoile (1956) et En terre étrangère (1961). En 1980, Heinlein racontait dans son recueil Expanded Universe (en) : 
« I designed the waterbed during years as a bed patient in the middle thirties; a pump to control water level, side supports to permit one to float rather than simply lying on a not very soft water filled mattress. Thermostatic control of temperature, safety interfaces to avoid all possibility of electric shock, waterproof box to make a leak no more important than a leaky hot water bottle rather than a domestic disaster, calculation of floor loads (important!), internal rubber mattress and lighting, reading, and eating arrangements—an attempt to design the perfect hospital bed by one who had spent too damn much time in hospital beds. »
« J'ai imaginé le lit à eau lorsque j'étais malade au lit au milieu des années 1930 : une pompe pour contrôler le niveau de l'eau, des supports latéraux pour pouvoir flotter plutôt que d'être simplement allongé sur la surface peu douce d'un matelas rempli d'eau. Le contrôle de la température par thermostat, des systèmes de sécurité pour éviter toute possibilité de choc électrique, un caisson imperméable pour qu'une fuite ne soit pas plus grave que celle d'une bouillotte, plutôt qu'un désastre domestique, le calcul de la charge au sol (important !), un matelas intérieur en caoutchouc et les dispositifs pour l'éclairage, pour la lecture et les repas — une tentative de créer le lit d'hôpital parfait par quelqu'un qui avait passé sacrément trop de temps dans des lits d'hôpitaux. »
Heinlein n'essaya pas de construire son invention.

### Le lit à eau de Hall
Le lit à eau moderne a été créé par Charles Prior Hall en 1968, alors qu'il était étudiant en design à l'Université d'État de San Francisco, en Californie. Ses condisciples Paul Heckel et Evan Fawkes y ont également contribué. Hall voulait au départ créer un siège innovant. Son premier prototype était un sac en vinyle contenant 136 kg de fécule de maïs, mais il était inconfortable. Il le remplit ensuite de Jell-O, qui avait une malheureuse « tendance à se décomposer ». Finalement, il cessa de travailler sur un siège et se consacra à l'amélioration d'un lit.
Hall obtint en 1971 un brevet pour son lit à eau, qu'il appelait la « fosse aux plaisirs ». Il fonda Innerspace Environments, une entreprise de fabrication et de commercialisation qui devint le principal vendeur de lits à eau aux États-Unis, avec trente boutiques. Hall ne réussit pas à défendre ses brevets contre de multiples concurrents et ne put donc pas tirer avantage de la popularité de son invention. Les ventes culminèrent en 1987 à 22 % du marché domestique des matelas.

## Avantages et inconvénients
Les lits à eau présentent plusieurs avantages par rapport aux lits traditionnels :
- leur forme s'adapte exactement au corps, ce qui limite la pression, particulièrement au niveau des articulations. Ils limitent la pression sur la colonne vertébrale, ce qui permet aux muscles de la posture de se détendre complètement. Cela peut être utile dans le traitement de certaines douleurs dorsales[10]. Chez les paralytiques ou les handicapés moteurs, ils peuvent réduire le risque d'escarres[11] ;
- la crasse et les particules de peau morte ne peuvent pas pénétrer dans le matelas, qui peut être périodiquement nettoyé avec un chiffon et du produit pour vinyle. La couverture du matelas peut-être régulièrement lavée, ce qui élimine virtuellement tous les acariens des lits (genres Dermatophagoides et Euroglyphus). Ces acariens peuvent provoquer de l'asthme, de l'eczéma et d'autres allergies chez les personnes sensibles ;
- en ajoutant de l'eau on durcit le matelas et en en ôtant on l'assouplit : ce réglage permet d'ajuster le confort du matelas. L'eau gardant ses propriétés physiques, le matelas à eau ne connaît pas la fatigue mécanique ;
- la température du lit favorise l'endormissement en hiver et en été cette température rafraîchit l'utilisateur. Il est conseillé de maintenir une température de 27 à 28 °C en contact avec le corps (donc du matelas) pour un sommeil non perturbé par le froid ou le chaud de la chambre à coucher. En été, on mettra le thermostat à 25 °C ou 26 °C (certains thermostats démarrent à 26 °C).

Mais ils présentent également des inconvénients :
- leur chauffage peut être coûteux. Un lit à eau consomme entre 300 et 1 500 kWh/an, selon le climat, la taille du lit et d'autres facteurs. Cette consommation peut être de 60 % inférieure pour les modèles soft-side[12] qui utilisent des tapis isolants thermiques et dont les mousses sont revêtues de tissus réfléchissant la chaleur ;
- il est plus difficile de trouver des draps-housse pour certains lits à eau hard-side qui sont d'une taille différente des autres matelas. Les matelas soft-side sont de taille standard pour éviter ce problème. Il est conseillé d'utiliser des draps-housse de type jersey extensibles qui ont une plus grande capacité à s'adapter aux dimensions non standard ;
- déplacer un lit à eau est plus difficile qu'un lit traditionnel : il doit être vidé de son eau et le cadre démonté. Après remontage et remplissage, son eau doit être réchauffée pendant plusieurs heures (24 heures au maximum) pour qu'elle reprenne une température correcte. Ce ne sera pas le cas si on utilise une eau tempérée ;
- il y a parfois des fuites. Les enveloppes en plastiques réduisent les dommages, mais il faut vider, réparer, remplir et réchauffer le lit. Porter des vêtements équipés de fermeture éclair sur un lit à eau peut parfois provoquer une perforation par la tirette ;
- le poids des lits à eau peut fatiguer les planchers (un lit de 160 × 200 × 20 cm pèse 640 kg). Si la surface du lit est de 3,25–3,90 m2, sa pression sur le sol est de 193,5 kg/m2, sans les dormeurs. Aux États-Unis, c'est la charge minimale (avec occupants) fixée par l'International Building Code (en), ce qui fait que les lits à eau sont lourds pour les constructions récentes[Quand ?] et peuvent excéder les capacités de résistance des logements anciens, où les rénovations surchargent parfois déjà les sols existants ;
- de nombreux propriétaires de logements refusent le lit à eau par crainte des dégâts en cas de fuite et de la pesée sur les sols. Il est toutefois admis par la plupart des fabricants européens que la charge d'une armoire à linge remplie ou d'un congélateur bahut rempli de victuailles est équivalente à celle d'un lit à eau[réf. nécessaire].
- utiliser un lit à eau peut augmenter les coûts d'assurance, en raison des frais potentiellement très importants des dégâts des eaux ;
- une étude publiée à Londres en 1977 a montré que les lits à eau sont une source potentielle d'infection à Pseudomonas aeruginosa[13] (c'est le cas de tous les matelas utilisés en milieu hospitalier[réf. nécessaire]).

Les matelas gonflables peuvent être adoptés à titre d'alternative : ils sont aussi souples, offrent certains des avantages des matelas à eau et sont considérablement plus légers. Mais ils n'ont quasiment pas de soutien latéral[réf. nécessaire] et l'air est à température ambiante (froid en hiver et chaud en été).

## Dans la culture
- Dans le film Le Cauchemar de Freddy, réalisé par Renny Harlin en 1988, Joey Crusel est noyé par Freddy Krueger dans l'eau de son matelas.
- Dans le film Edward aux mains d'argent de Tim Burton (1990), Peg Boggs profite de l'absence de sa fille Kim pour faire dormir Edward dans son lit à eau, et celui-ci le perce accidentellement de peur avec ses mains tranchantes lorsque l'adolescente rentre chez elle plus tôt que prévu.
- Dans l'épisode 14 de la 6e saison d’X-Files, Mulder dort dans un matelas à eau.
- Dans le film Disco (2008), le personnage interprété par Franck Dubosc est lourdement endetté après avoir commandé des lits à eaux en promotion à tous les voisins de son quartier, commande qui n'est jamais arrivée. Lorsqu'enfin celle-ci est finalement honorée, les lits se trouvent être tous percés.
- Dans le film X-Men: Days of Future Past de Bryan Singer (2014), Logan se réveille en 1973 dans un lit à eau, qu'il perce accidentellement quelques instants plus tard avec ses griffes en os.
- Dans le film Licorice Pizza réalisé par Paul Thomas Anderson en 2022, les deux personnages principaux (Garry et Alana) se lancent dans le commerce de lits à eau mais cette entreprise finit par échouer à cause du choc pétrolier de 1973, année où se déroule le film.
- Dans le jeu vidéo The Legend of Zelda: Breath of the Wild, au domaine Zora, Link a la possibilité de dormir dans un lit à eau. On peut d'ailleurs l'entendre s'amuser dessus en rebondissant.